# Hôpital central de Satakunta
L'hôpital Sata (finnois : Satasairaala), jusqu'en 1965 hôpital général de Pori (finnois : Porin yleinen sairaala), de 1965–2018 hôpital central de Satakunta (finnois : Satakunnan keskussairaala), est un hôpital, du district hospitalier de Satakunta, situé à Pori en Finlande.

## Présentation
L'hôpital couvre le district hospitalier de Satakunta.
En 2012, son effectif est de 3 700 personnes.

## Architecture
Les travaux de construction dans le quartier de Tiilimäki ont commencé en 1935 et l'hôpital de 220 lits a commencé ses activités en juillet 1937.
Les bâtiments ont été conçus par l'architecte Jussi Paatela.
Au début des années 1970, Veijo Martikainen remporte le concours d'architecte pour plusieurs rénovations et plusieurs extensions qui seront réalisées en 1977–1994.
La construction s'est poursuivie au XXIe siècle.
Les batiments de pédiatrie et de gynécologie sont achevés en 2015, et le bâtiment H achevé en 2017-2018.